# Un homme et son chien (Rotta)
Pour les articles homonymes, voir Un homme et son chien.
Un homme et son chien (en italien Un uomo e il suo cane) est une peinture à l'huile sur toile de 75 × 76 cm, réalisée par Antonio Rotta en 1871 et conservée au Musée Revoltella de Trieste.

## Description
Un homme au front dégarni blessé à la main gauche, le bras en écharpe, est assis sur le bord d'un lit défait, dans le coin d'une chambre remplie de divers objets : une calebasse, une gravure encadrée, un bénitier de porcelaine blanche et une clé sur le mur de planches à gauche. Une chaise  au haut dossier de bois verni est vue, par moitié, à l'extrême gauche de la composition. À droite, un équipement de chasse conséquent pend, à une patère hors champ, sur un mur de plâtre défraichi avec une flasque accrochée à un des fusils ; dessous, un petit meuble de chevet de bois verni, au tiroir entrouvert, est recouvert de vaisselle diverse et d'un bougeoir éteint. Un chien blanc adossé contre le bord du lit porte un regard langoureux vers son maître. Le sol carrelé de briques roses ébréchées fait ressortir les bottes vertes à droite, les chaussons marron au milieu. Un éclairage diffus venant de la gauche de la composition adoucit les ombres portées sur le mur chaulé. L'amorce d'un escalier de bois coffré surplombe l'angle de la pièce.